# يان كامبل (سياسي كندي)
يان كامبل هو سياسي كندي، ولد في عقد 1970.